# Flickert

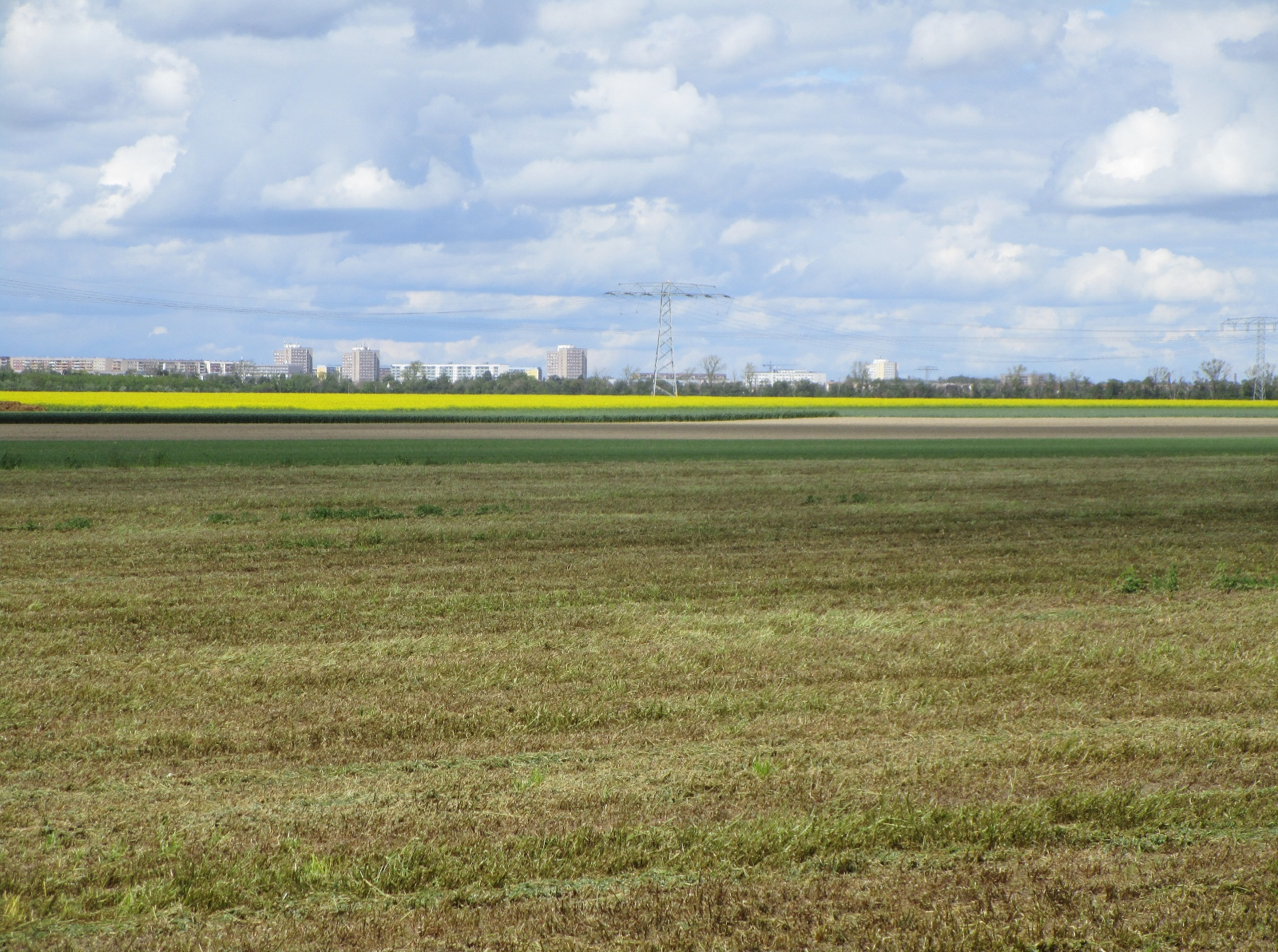
Die Mark Flickert ist unbebaut und wird landwirtschaftlich genutzt.

Flickert ist eine Gemarkung mit einer Fläche von 174 Hektar im Südwesten von Leipzig.
Sie grenzt an die Gemarkungen Lausen im Norden, Großzschocher im Osten, Knautkleeberg und Albersdorf im Süden und Göhrenz im Westen. Die Gemarkung Flickert ist unbebaut und wird nur landwirtschaftlich genutzt.
Zunächst gehörte die Gemarkung Flickert zur Gemeinde Göhrenz. Am 1. März 1994 wurde die Gemeinde Göhrenz mit Albersdorf und der Mark Flickert in die Stadt Markranstädt eingemeindet.
Seit der Ausgliederung aus der Stadt Markranstädt am 30. April 1994 gehören die Gemarkung Flickert und der östlich der Verbindungsstraße Lausen–Albersdorf gelegene Teil der Gemarkung Göhrenz zur Stadt Leipzig, wo sie dem Ortsteil Großzschocher zugeordnet wurden.

## Pflückuff
Früher befand sich auf der Gemarkung Flickert das Dorf Pflückuff, das im Jahr 1469 urkundlich erwähnt wurde. Der Name bedeutet: Pflüge den Boden auf. Die Gemarkung war ursprünglich größer; einzelne Grundstücke wurden (wahrscheinlich als Eigentum der das Dorf verlassenden Bewohner) in umliegende Gemarkungen eingeflurt.